# Bawean
Bawean è un'isola dell'Indonesia, di circa 200 chilometri quadrati. La popolazione è più o meno di 53.000 abitanti. È bagnata dal Mar di Giava ed è compresa nella provincia di Giava Orientale. Centro principale è Sangkapura, sulla costa meridionale.

## Economia
Prevale l'agricoltura (cereali, cotone e tabacco) e la pesca.